# The Matrix Revolutions
The Matrix Revolutions is een Amerikaanse sciencefictionfilm uit 2003. Het is het derde deel van de Matrix-trilogie en werd, net zoals de vorige delen, geproduceerd door Joel Silver en uitgegeven door Warner Bros. Dit deel draait minder om de verhaallijn in The Matrix, en meer om wat er gebeurt met Zion. De film verscheen in hetzelfde jaar als zijn voorganger, The Matrix Reloaded. 
In 2021 volgde nog een vierde film, The Matrix Resurrections.

## Verhaal
Aan het begin van de trilogie komt Neo (The One) te weten wat The Matrix is. In Reloaded komt hij erachter dat “The Prophecy” nep is, een manier van de machines om erachter te komen wanneer The One (Neo, Keanu Reeves) weer gespawned is. In Revolutions probeert Neo een enorme golf Sentinels te stoppen in Zion en Agent Smith te stoppen in de Matrix.
In dit deel van de trilogie wordt minder gevochten dan in de overige twee delen. De vechtscènes hebben plaatsgemaakt voor de oorlog tussen de Sentinels van de Machines en de Mechs van de mensen.
De film begint met Neo die is opgesloten in het treinstation van de Trainman. Omdat Neo alleen in de Matrix zijn krachten kan aanroepen moet hij op een andere manier uit het station ontsnappen. Agent Smith is nog steeds bezig zichzelf te vermenigvuldigen door 'blue pills' te infecteren.
Over het einde van The Matrix Revolutions is heel veel discussie ontstaan. Neo besluit samen met Trinity naar 01 (de grootste Machine-City) te gaan om daar te onderhandelen met de Deus ex machina (“The Singular conciousness that spawned an entire race...” waar Morpheus het over heeft in de eerste film). De machines laten Neo's hovercraft niet zomaar toe en schieten dus Sentinels af. Neo realiseert zich dat zijn krachten zich uitstrekken verder dan alleen in de Matrix en heft de Sentinels op, ook al is hij zelf blind, krijgt hij een soort zesde zintuig.
Op een gegeven moment worden er zoveel Sentinels afgeschoten op Neo's voertuig dat hij ze niet meer kan stoppen en storten ze neer, maar niet voordat ze nog heel even boven de donkere lucht uit stijgen en de echte zon zien. Trinity sterft aan haar verwondingen die ze oploopt tijdens de crash van de hovercraft. Neo overleeft en gaat praten met de Deus Ex Machina, die is opgebouwd uit allemaal afzonderlijke zwevende robots die samen een gezicht voorstellen. Neo overtuigt de Deus Ex Machina ervan dat “hij” hem nodig heeft om de Matrix te redden. Neo gaat voor de laatste keer de Matrix in (via de Deus Ex Machina) en heeft een laatste gevecht met Agent Smith. Agent Smith wint, maar er gebeurt iets wat hij niet verwacht, Neo offert zichzelf op, en laat zich infecteren met het “Smith virus”. Dan stuurt de Deus Ex een schok door hem heen en Smith verdwijnt, evenals Neo.
Maar wat er precies gebeurt weten waarschijnlijk alleen de Wachowski's. Sommigen denken dat Neo een soort “antivirus” in zich had, en dat door het samenvoegen van Agent Smith en Neo de vernietiging van beiden wordt gevormd. Door The Oracle is tegen Neo gezegd dat Agent Smith zijn tegenpool is, een manier van The Matrix om alles in balans te krijgen. In dat geval zou een samenvoeging de som op 0 brengen wat ook zou leiden tot de vernietiging van beiden.
Hoe dan ook, er wordt aangenomen dat Neo stierf. Zijn lichaam wordt in een laatste shot nog getoond, met een vreemd “wit licht” om zich heen. En er schijnt vrede te zijn, de Sentinels die Zion waren binnengedrongen, trekken zich terug en verdwijnen via dezelfde weg als waarlangs ze gekomen waren, en er wordt aangekondigd dat “The war is over! He did it!”
De film eindigt met een zonsopgang waarin de Oracle en haar beschermer en jonge protegé verschijnen. In deze scène 'voorspelt' de oracle de terugkeer van de messiaanse Neo ergens in de toekomstige tijd.
Deze vermenging van wetenschap en religieuze filosofie van terugkerende tijd, recurrence, komen we in aanleg tegen in het werk van Nietzsche (in Also Sprach Zarathustra). Ze werd nader uitgewerkt in de school van Gurdjieff en Ouspenski. De film volgt het tijdsmodel als voorgesteld door Ouspensky en zijn leerling, de psychiater dr. Maurice Nicoll (zie Psychological commentaries on the work of Ouspensky and Gurdjieff; de hoofdstukken over eternal recurrence); de ervaring van déjà-vu is een herinnering aan iets dat al eerder plaats heeft gevonden, maar dat nu veranderd is.

## Rolverdeling
| Acteur               | Personage         |
| -------------------- | ----------------- |
| Keanu Reeves         | Neo               |
| Laurence Fishburne   | Morpheus          |
| Carrie-Anne Moss     | Trinity           |
| Hugo Weaving         | Smith             |
| Mary Alice           | The Oracle        |
| Helmut Bakaitis      | The Architect     |
| Lambert Wilson       | The Merovingian   |
| Monica Bellucci      | Persephone        |
| Jada Pinkett Smith   | Niobe             |
| Collin Chou          | Seraph            |
| Harry J. Lennix      | Commander Lock    |
| Harold Perrineau Jr. | Link              |
| Nona Gaye            | Zee               |
| Gina Torres          | Cas               |
| Cornel West          | Councillor West   |
| Bernard White        | Rama-Kandra       |
| Anthony Zerbe        | Councillor Hamann |
| Nathaniel Lees       | Captain Mifune    |
| Maurice J. Morgan    | Tower Soldier     |

## Achtergrond

### Productie
The Matrix Reloaded en The Matrix Revolutions werden tegelijk gefilmd, maar kwamen uit marketingoverwegingen niet tegelijk uit in de bioscopen. Het plan eerst was om beide films twee weken na elkaar te laten verschijnen, uiteindelijk werd dit zes maanden.

### Alternatief einde
In het computerspel The Matrix: Path of Neo is een alternatief einde opgenomen. In dit einde, in plaats van te worden verslagen door Agent Smith, staat Neo op. De Smiths maken vervolgens een “Mecha” Smith (heel grote versie van Agent Smith, gemaakt van auto's en gebouwen), die je kan bevechten. Als “Mecha-Smith” is verslagen wordt het normale einde van de film getoond en de aftiteling.

## Trivia
In 2005 werd door fans een editie gemaakt die Reloaded en Revolutions tot één film maakte: The Matrix Dezionized. De belangrijkste wijzigingen waren dat het hele verhaal over Zion uit de films gelaten werd. Deze in 2006 door CBB Group op internet verspreide editie kreeg wisselende kritieken maar werd geroemd voor het faninitiatief.